# Leichtathletik-Europameisterschaften 1978/400 m Hürden der Männer

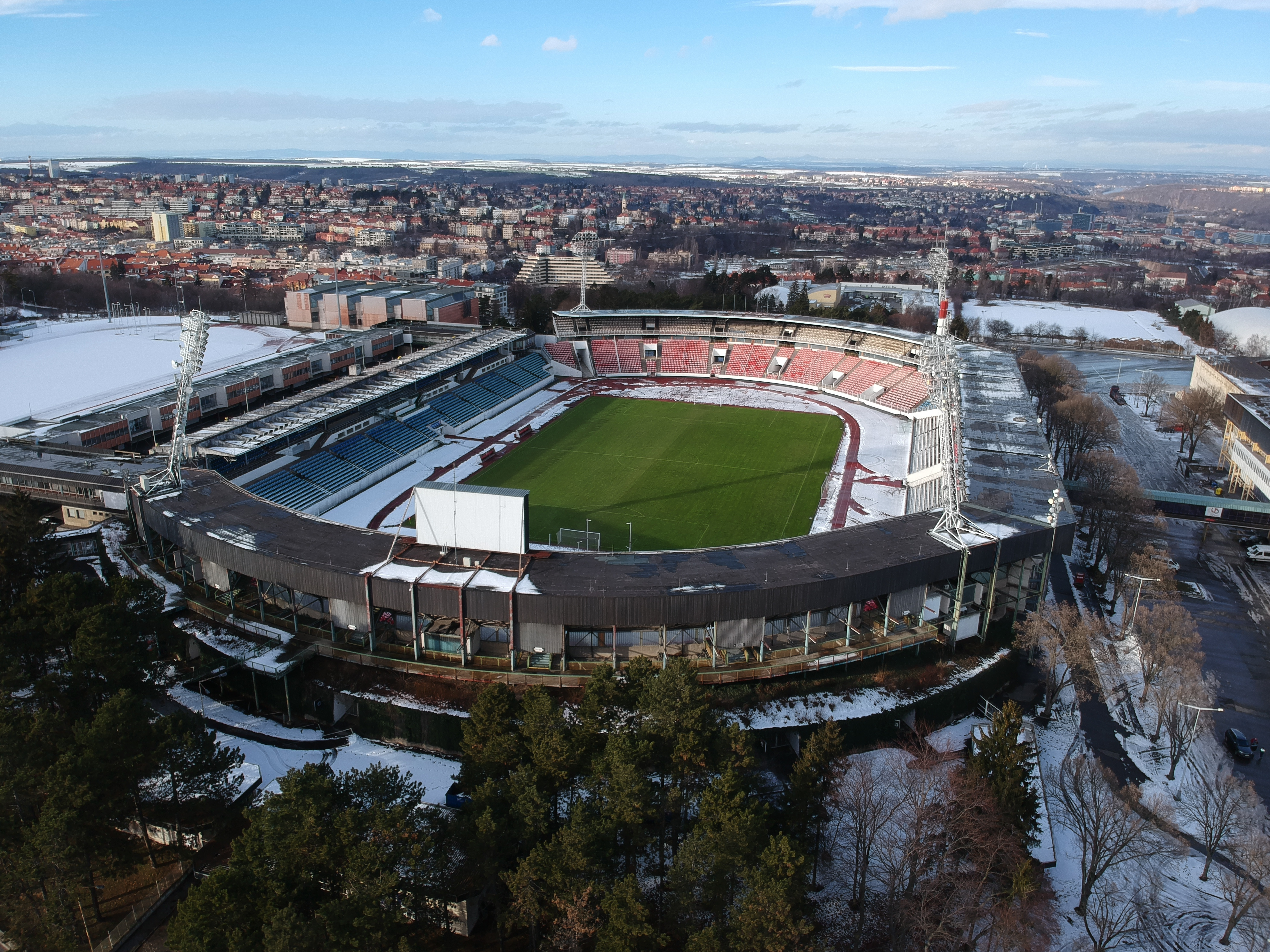
Das Stadion Evžena Rošického von Prag im Jahr 2009

Der 400-Meter-Hürdenlauf der Männer bei den Leichtathletik-Europameisterschaften 1978 wurde vom 29. August bis 1. September 1978 im Stadion Evžena Rošického von Prag ausgetragen.
Mit Silber und Bronze errangen die Läufer aus der Sowjetunion zwei Medaillen in diesem Wettbewerb. Europameister wurde Harald Schmid aus der Bundesrepublik Deutschland. Er gewann vor Dimitri Stukalow. Platz drei belegte Wassyl Archypenko.

## Rekorde

### Bestehende Rekorde
| Weltrekord           | 47,45 s | Edwin Moses  | Los Angeles, USA        | 11. Juni 1977     |
| Europarekord         | 48,12 s | David Hemery | OS Mexiko-Stadt, Mexiko | 15. Oktober 1968  |
| Meisterschaftsrekord | 48,82 s | Alan Pascoe  | EM Rom, Italien         | 4. September 1974 |

### Rekordverbesserung
Der bundesdeutsche Europameister Harald Schmid verbesserte den bestehenden EM-Rekord im Finale am 1. September um 31 Hundertstelsekunden auf 48,51 s. Zum Europarekord fehlten ihm 39 Hundertstelsekunden, zum Weltrekord 1,06 Sekunden.

## Vorrunde
29. August 1978
Die Vorrunde wurde in vier Läufen durchgeführt. Die ersten drei Athleten pro Lauf – hellblau unterlegt – sowie die darüber hinaus vier zeitschnellsten Läufer – hellgrün unterlegt – qualifizierten sich für das Halbfinale.

### Vorlauf 1
| Platz | Name                | Nation         | Zeit (s) |
| ----- | ------------------- | -------------- | -------- |
| 1     | Dimitri Stukalow    | Sowjetunion    | 50,35    |
| 2     | Harry Schulting     | Niederlande    | 50,39    |
| 3     | Peter Haas          | Schweiz        | 50,45    |
| 4     | José Carvalho       | Portugal       | 51,02    |
| 5     | Christer Gullstrand | Schweden       | 51,03    |
| 6     | Gary Oakes          | Großbritannien | 52,08    |
| 7     | Felix Rummele       | Österreich     | 52,13    |

### Vorlauf 2
| Platz | Name            | Nation           | Zeit (s) |
| ----- | --------------- | ---------------- | -------- |
| 1     | Thomas Löwe     | BR Deutschland   | 50,34    |
| 2     | Janko Bratanow  | Bulgarien        | 50,45    |
| 3     | Horia Toboc     | Rumänien         | 50,75    |
| 4     | Oleg Bulatkin   | Sowjetunion      | 50,90    |
| 5     | Claude Anicet   | Frankreich       | 51,68    |
| 6     | Miroslav Kodejs | Tschechoslowakei | 51,98    |
| 7     | Bill Hartley    | Großbritannien   | 52,15    |

### Vorlauf 3
| Platz | Name               | Nation           | Zeit (s) |
| ----- | ------------------ | ---------------- | -------- |
| 1     | Harald Schmid      | BR Deutschland   | 49,78    |
| 2     | Rok Kopitar        | Jugoslawien      | 50,43    |
| 3     | Georgios Parris    | Griechenland     | 50,45    |
| 4     | Jean-Claude Nallet | Frankreich       | 50,49    |
| 5     | Alan Pascoe        | Großbritannien   | 50,95    |
| 6     | Ladislav Karsky    | Tschechoslowakei | 51,38    |
| 7     | Lars Nilsen        | Dänemark         | 51,48    |

### Vorlauf 4
| Platz | Name              | Nation         | Zeit (s) |
| ----- | ----------------- | -------------- | -------- |
| 1     | Wassyl Archypenko | Sowjetunion    | 50,15    |
| 2     | José Alonso       | Spanien        | 50,27    |
| 3     | Stavros Tziortzis | Griechenland   | 50,49    |
| 4     | Axel Salander     | BR Deutschland | 50,55    |
| 5     | Franz Meier       | Schweiz        | 50,66    |
| 6     | Lars-Åke Welander | Schweden       | 50,72    |

## Halbfinale
30. August 1978
In den beiden Halbfinalläufen qualifizierten sich die jeweils ersten vier Athleten – hellblau unterlegt – für das Finale.

### Lauf 1
| Platz | Name              | Nation         | Zeit (s) |
| ----- | ----------------- | -------------- | -------- |
| 1     | Harald Schmid     | BR Deutschland | 50,07    |
| 2     | José Alonso       | Spanien        | 50,32    |
| 3     | Horia Toboc       | Rumänien       | 50,42    |
| 4     | Dimitri Stukalow  | Sowjetunion    | 50,51    |
| 5     | Stavros Tziortzis | Griechenland   | 50,83    |
| 6     | Peter Haas        | Schweiz        | 51,29    |
| 7     | Axel Salander     | BR Deutschland | 51,63    |
| 8     | Janko Bratanow    | Bulgarien      | 52,39    |

### Lauf 2
| Platz | Name               | Nation         | Zeit (s) |
| ----- | ------------------ | -------------- | -------- |
| 1     | Wassyl Archypenko  | Sowjetunion    | 49,92    |
| 2     | Jean-Claude Nallet | Frankreich     | 49,98    |
| 3     | Franz Meier        | Schweiz        | 50,12    |
| 4     | Harry Schulting    | Niederlande    | 50,22    |
| 5     | Georgios Parris    | Griechenland   | 50,66    |
| 6     | Rok Kopitar        | Jugoslawien    | 50,98    |
| 7     | Lars-Åke Welander  | Schweden       | 50,99    |
| 8     | Thomas Löwe        | BR Deutschland | 51,96    |

## Finale

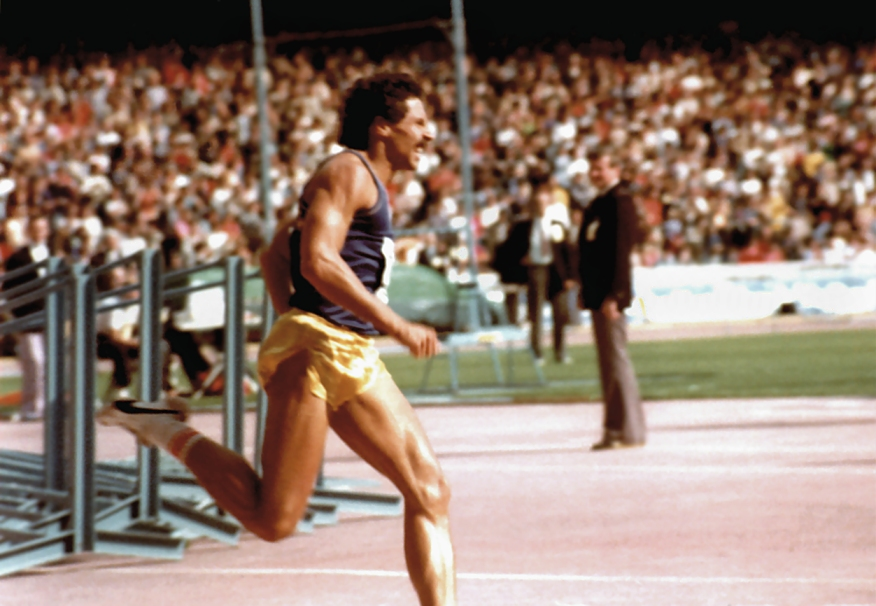
Harald Schmid errang seinen ersten großen internationalen Titel – Europameister wurde er auf dieser Distanz noch zwei Mal, außerdem errang er viele weitere Erfolge
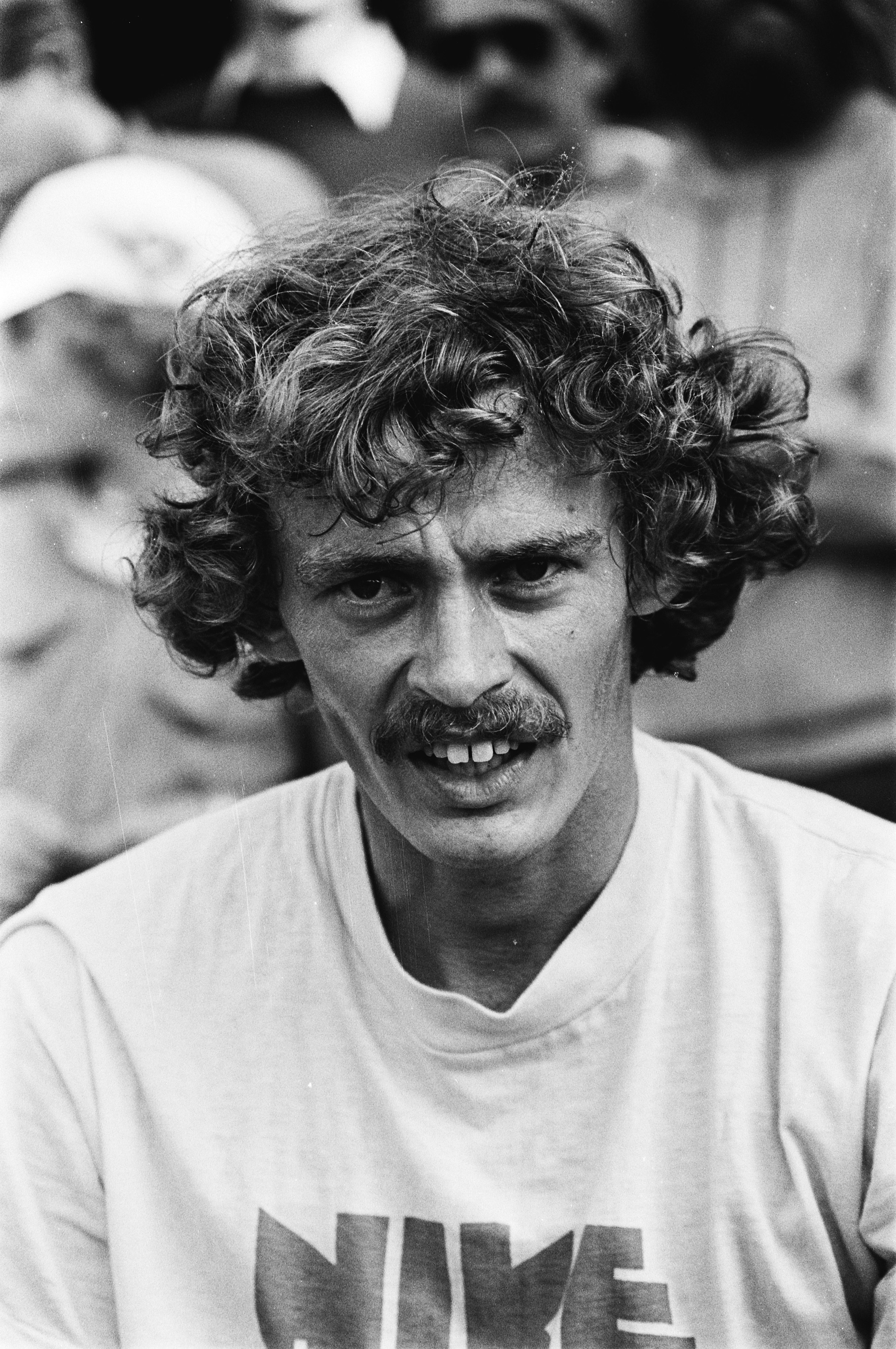
In einem schnellen Finale behauptete sich Harry Schulting auf Rang fünf

1. September 1978
| Platz | Name               | Nation         | Zeit (s) |
| ----- | ------------------ | -------------- | -------- |
| 1     | Harald Schmid      | BR Deutschland | 48,51 CR |
| 2     | Dimitri Stukalow   | Sowjetunion    | 49,72    |
| 3     | Wassyl Archypenko  | Sowjetunion    | 49,77    |
| 4     | Franz Meier        | Schweiz        | 49,77    |
| 5     | Harry Schulting    | Niederlande    | 50,07    |
| 6     | Jean-Claude Nallet | Frankreich     | 50,10    |
| 7     | José Alonso        | Spanien        | 50,19    |
| 8     | Horia Toboc        | Rumänien       | 50,46    |